# Bryan Peña
Bryan Peña (Esmeraldas, 27 de febrero de 1995). es un futbolista ecuatoriano. Se desempeña como lateral derecho actualmente en el Delfín SC de la Serie B de Ecuador.

## Clubes
| Club          | País    | Año               |
| ------------- | ------- | ----------------- |
| Ferroviarios  | Ecuador | 2011-2012         |
| River Ecuador | Ecuador | 2013              |
| Delfín SC     | Ecuador | 2014 - actualidad |

## Palmarés

### Campeonatos nacionales
| Título            | Club         | País    | Año  |
| ----------------- | ------------ | ------- | ---- |
| Segunda Categoría | Ferroviarios | Ecuador | 2011 |